# Barbara Misterska-Dragan
Barbara Misterska-Dragan (ur. 4 grudnia 1956) – polska przedsiębiorca, audytor i urzędnik państwowy, w latach 2001–2003 podsekretarz stanu w Ministerstwie Skarbu Państwa.

## Życiorys
W 1980 ukończyła studia na Wydziale Handlu Zagranicznego Szkoły Głównej Planowania i Statystyki w Warszawie. W latach 1981–1983 odbywała podyplomowe studium pedagogiczne, ukończyła też studia podyplomowe z wyceny spółek kapitałowych. W latach 1994–1996 wykładała na Uniwersytecie Łódzkim, w latach 1998–1999 w Prywatnej Wyższej Szkole Administracji i Biznesu, od 1996 także w Międzynarodowej Szkole Menedżerów. Wykładała również na studiach podyplomowych z metod wyceny spółek kapitałowych w Szkole Głównej Handlowej (2007–2010) i z rachunkowości i finansów na Uniwersytecie Warszawskim (od 2010). W 2012 została doktorantką w Akademii Leona Koźmińskiego.
Od 1980 do 1984 pracowała w pionie finansowo-księgowym Studenckiego Osiedla Mieszkaniowego „Jelonki”, następnie do 1988 była zastępcą Kwestora w Akademii Medycznej w Warszawie, a w latach 1988–1991 – wiceprezes zarządu CPH Danex. W 1991 założyła spółkę Misters Audytor, do 2001 była w niej prezesem zarządu. W 2001 została partnerem i wiceprezesem zarządu w firmie doradczej Deloitte & Touche. Uzyskała również uprawnienia biegłego rewidenta. Zasiadła w Krajowej Izbie Biegłych Rewidentów, a od 1995 do 1999 pozostawała zastępcą Krajowego Rzecznika ds. Dyscyplinarnych Krajowej Izby Biegłych Rewidentów. Była współautorką komentarza do ustawy o rachunkowości i skryptu oraz artykułów prasowych. Zasiadała w radach nadzorczych m.in. Impexmetalu, Ruchu S.A., Polskich Sieci Energetycznych i TVP oraz przewodniczyła radom nadzorczym Agencji Nieruchomości Rolnych Skarbu Państwa i Banku Pocztowego. Od 2022 zasiada w radzie nadzorczej Credit Agricole Bank Polska.
25 października 2001 powołana na stanowisko podsekretarza stanu w Ministerstwie Skarbu Państwa, odpowiedzialnego m.in. za nadzór nad sektorem bankowym, rynkiem kapitałowym i finansowym. Była członkiem: Komisji Papierów Wartościowych i Giełd, Komitetu Zarządzania Długiem Publicznym, Komitetu Polityki Ubezpieczeń Eksportowych, Komisji Wspólnej Rządu i Samorządu Terytorialnego, Zespołu ds. Jakości i Regulacji Prawnych. Przewodniczyła Międzyresortowemu Zespołowi ds. Mienia Skarbu Państwa. Odwołana z funkcji wiceministra 20 listopada 2003. Od 2003 do 2009 należała do komisji egzaminacyjnej dla biegłych rewidentów. Obecnie pełni funkcję przewodniczącej Komisji ds. standaryzacji usług świadczonych przez biegłych rewidentów oraz wiceprezesa Krajowej Rady Biegłych Rewidentów.

## Życie prywatne
Jest żoną Antoniego Dragana, byłego szefa rady nadzorczej TVP i członka Stowarzyszenia „Ordynacka”. Ma córkę.